# Guillaume Gruyère
Guillaume Gruyère oppure Wilhelm Greierz (Friburgo, 1439 circa – Friburgo, prima del 2 maggio 1506) è stato un notaio e politico svizzero.

## Biografia
Figlio di Jean Gruyère, studiò presso il cronista Jacques Cudrefin, cugino di suo padre; divenuto notaio nel 1464, succedette al padre l'anno seguente. Prese in moglie Françoise Rudela.
Oltre alla attività di notaio, ricoprì diversi incarichi politici: fu membro del Consiglio dei Duecento tra il 1465 e il 1470, del Consiglio dei Sessanta tra il 1470 e il 1494, e della Camera segreta tra il 1473 e il 1476 e tra il 1484 e il 1487. Fu inoltre cancelliere tra il 1477 e il 1483, cancelliere del tribunale tra il 1490 e il 1493, e balivo di Grandson tra il 1493 e il 1494 e balivo di Orbe-Echallens. Membro del Piccolo Consiglio tra il 1494 e il 1502, fu responsabile delle munizioni tra il 1495 e il 1498, responsabile dei cereali e sigillatore dei drappi tra il 1496 e il 1501, e responsabile dei pesi tra il 1503 e il 1305. Quattro dei suoi nove registri notarili contengono annotazioni sugli avvenimenti degli anni 1464-1476. Il 21 giugno 1502 fu responsabile assieme a Nicolas Lombard e un altro consigliere dell'interrogatorio di una imputata per stregoneria, Pernette Fallewo.